# Tumbal
Tumbal is een bestuurslaag in het regentschap Pemalang van de provincie Midden-Java, Indonesië. Tumbal telt 3680 inwoners (volkstelling 2010).